# Fritidspedagogik
Fritidspedagogik är ett begrepp som används i den pedagogiskt inriktade litteraturen om fritidshem. Fritidshemspedagogik skiljer sig från såväl förskolepedagogik som skolpedagogik för lägre åldrar. Något förenklat ligger skolans fokus på teoretiska kunskaper, medan fritidshemmen och dess pedagogik istället lägger fokus på barnens sociala, praktiska och emotionella utveckling. Istället för att fokusera på individuella kunskaper och prestationer, som skolan ofta tenderar att göra, så lägger fritidshemmen och den pedagogik som backar upp verksamheten, istället fokus på gruppen. Samtal om normer och värden, samarbetsövningar, empatiträning och estetisk verksamhet är huvudområden för fritidspedagogerna. Att ta med barnen – eller eleverna – på skogspromenad, som både ger tillfälle till samarbetsträning och ökad känsla och kunskap om naturen, är också typisk fritidspedagogik. I den fritidspedagogiska litteraturen framhålls dessutom att fritidspedagogiska metoder går att använda även inom skolan och kring klassiska skolämnen. Exempelvis kan matematik tränas utomhus och historia och geografi kan tränas in med hjälp av lek och samtal. Över huvud taget spelar Leken en större roll inom fritidshem och fritidshemspedagogik än inom skola och skolpedagogik. Synsättet är att barn lär sig genom lek, och därför är det bara bra att de får leka mycket, särskilt fri lek. En rad positiva egenskaper och färdigheter, däribland förmågan till samarbete, förmågan till argumentation och det kreativa sinnet, anses främjas genom lek.